# Сьодертеле
Сьодертеле (на шведски: Södertälje,  Стокхолмски диал. [ˈsøderˈtelˌje]
, Източно-йотландски диал. [ˈsøːderˈtelˌje]
, на шведски се изговаря по-близко до Сьодертелйе, поради наличие на йотация има разлика между произношението и българския правопис) е град в лен Стокхолм в Централна Швеция, център на едноименната община, която заема 522,8 км² и е населена от 81 212 жители към 30 септември 2006 г. Средната гъстота на населението в общината е 156 души/км². Населението на града е 64 619 от преброяването през 2010 г. Град Сьодертеле се намира на ок. 30 км южно от Стокхолм и много от жителите му имат възможност да работят в столицата, благодарение на развитата система за обществен транспорт.
Градът е разположен на бреговете на езерото Меларен, и е едно от местата, където езерото се свързва с Балтийско море. Това става посредством канала на Сьодертеле, който е част от по-мащабния проект за връзка между Гьотеборг и Стокхолм - канала на Йота. Преди 6 век езерото Меларен е било естествено свързано с Балтийско море, но благодарение на постепенното издигане на сушата се е обособило като самостоятелен водоем. За възстановяването на естествената връзка и улесняването на транспорта по вода в началото на 15 век започва прокопаването на канала на Сьодертеле. Проектът е окончателно завършен през 1819 г.

## Икономика
Централите на производителя на камиони Скания и на фармацевтичната компания Астра Зенека са разположени в Сьодертеле.

## Спорт
Градът разполага с отбор по хокей на лед носещ името Сьодертеле СК (Södertälje SK), който се състезава в елита. Представителният футболен отбор се казва Асюриска Фьоренинген, основан от асирийската общност през 1974 г., играл във висшия ешелон и втория ешелон на шведския футбол. Вторият футболен отбор от Сьодертеле е ФК Сюрианска. Той е основан от турски емигранти. Състезава се във втория ешелон на шведския футбол. Баскетболният отбор на града носи името Сьодертеле Кингс (Södertälje Kings), шампион на страната за 2004/2005.

## Личности, родени в Сьодертеле
- Бьорн Борг (р. 1956), шведски тенисист
- Ян Гию (р. 1944), журналист и писател от френски произход

## Побратимени градове
- Анже, Франция
- Мидят, Турция
- Пярну, Естония
- Сарпсборг, Норвегия
- Струер, Дания
- Форса, Финландия